# Штрихи (музыка)
Штрих (нем. Strich — черта, линия) — способ (приём и метод) исполнения нот, группы нот, образующих звук. Штрихи определяют характер, тембр, атаку и другие характеристики звучания.
Штрихи в зависимости от исполняющего инструмента:
- Струнные смычковые. Штрихи связаны с типом движения смычка — исполнение звуков поочерёдно движением смычка вверх и вниз (деташе), исполнение ряда звуков непрерывным движением смычка (легато), ведение смычка у подставки (суль понтичелло) и др.[1]
- Струнные щипковые
- Духовые. Штрихи — «исполнительский прием, связанный с началом (атакой), ведением, соединением и окончанием извлекаемого на инструменте звука — с совокупностью этих фаз»[2].
- Фортепиано

## Штрихи смычково-струнных инструментов
Штрихи:
- Исполняемые твёрдым акцентом смычка:
деташе (фр. détacher — отделять)
мартеле (фр. marteler — отбивать)
стаккато (итал. staccato — отрывисто)
Ricochet-saltato
Tremolo
- Артикуляционные: легато, стаккато
трель
флажолет

## Штрихи духовых инструментов
В зависимости от вида атаки звука, выполняемой на духовых инструментах, штрихи объединяются в группы:
- Штрихи, исполняемые твёрдой атакой звука: деташе (Понтичелло) (фр. détacher — отделять), маркато (итал. marcato — подчеркивая), мартеле (фр. marteler — отбивать), стаккато (итал. staccato — отрывисто), акцент (выделение звуков).
- Штрихи, оформляющиеся при звукоизвлечении мягкой атакой: нон легато (итал. non legato — не связно), портато (итал. portare — нести), тенуто (итал. tenere — держать). Штрих легато (итал. legato — связно) требует необходимой атакировки только на первом звуке, остальные звуки, следующие за первым и объединенные лигой, извлекаются на едином дыхании с соблюдением хорошей плавности и ровности.
- Штрихи, в основе которых лежат сложные действия артикуляционного аппарата:
  - двойное и тройное стаккато,
  - фруллато (итал. frullare — вращаться, англ. flutter-tonguing)[5]
  - слэп;
  - рикошет.

В литературе для духовых инструментов встречаются различные комбинации основных штрихов и специфических приемов извлечения звука:
- вибрато;
- глиссандо и др.